# Симптом Павлова
Симпто́м Па́влова — признак кататонического ступора: больной отвечает на вопрос или выполняет какое-либо действие только после обращения к нему тихим голосом, однако не отвечает на аналогичное обращение, сказанное обычным или громким голосом. Кроме того, часто такие пациенты отвечают на вопрос с отрицательным смыслом. Находящиеся днём в ступоре больные начинают передвигаться, разговаривать, есть с наступлением ночи.

## Патогенез
И. П. Павлов расценивал этот симптом как свидетельство ультрапарадоксальной фазы торможения коры головного мозга. По Павлову в основе патогенеза шизофрении, при которой чаще всего встречается данный симптом, присутствует запредельное охранительное торможение:

«…хроническое гипнотическое состояние».

## Болезни, для которых характерен симптом
В первую очередь, это кататоническая шизофрения. Однако встречается  сообщение о его присутствии при аутизме.

## Симптом Павлова в кинематографе
В 19 серии многосерийного фильма «Доктор Тырса» пациента опрашивают ночью в темноте шёпотом, используя приём, характерный для симптома Павлова. 